# Gallien

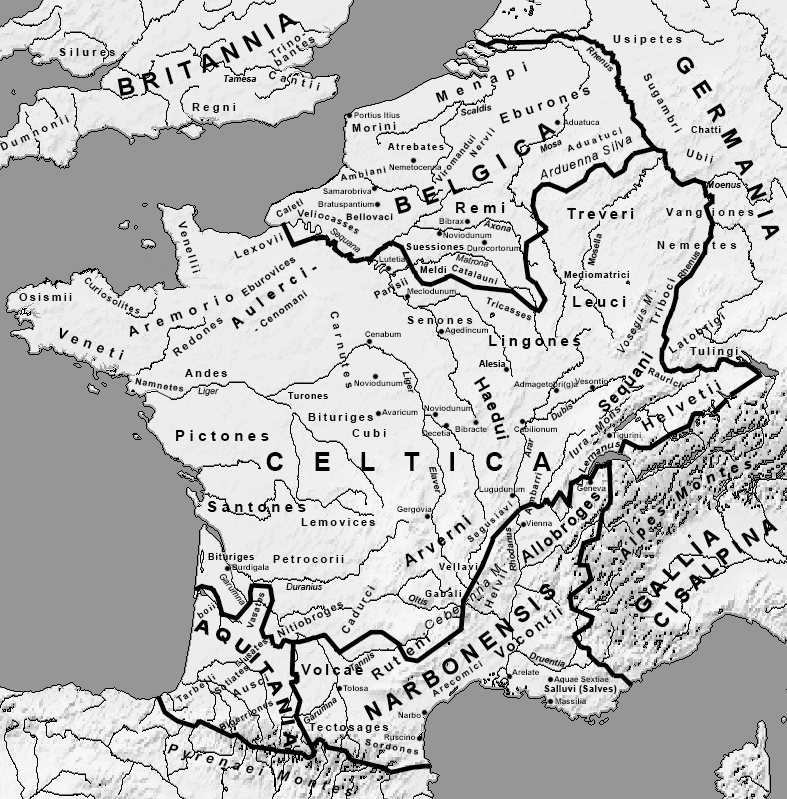
Karta över Gallien vid Julius Caesars tid.

Gallien (latin: Gallia) var en region i Västeuropa som motsvarar dagens Frankrike, Belgien, västra Schweiz samt de delar av Tyskland och Nederländerna som ligger väster om floden Rhen. Området erövrades av romerska riket under första århundradet före Kristi födelse.
Termen Galli användes tidigast av Cato den äldre omkring 168 f.Kr. för att beteckna det område som kelter intagit på Poslätten (Gallia Cisalpina) och först i och med den romerska erövringen av södra Frankrike omkring 100 f.Kr. framträder en tydligare bild av de keltiska folkgrupper, i första hand galler, som vid sidan av mindre baskiska och liguriska enklaver levde på det område som utgör dagens Frankrike.
Vid tiden för den romerska erövringen hade galler dock redan etablerat sig över hela Europa och de keltiska språken hade delat upp sig i två språkgrupper. Förutom gallerna i nuvarande Frankrike hade galler bosatt sig på Poslätten i norra Italien som senare blev de romerska provinserna Gallia Cisalpina och Venetia et Histria. Andra galler hade korsat Pyrenéerna för att på Iberiska halvön etablera sig som keltiberer på ett område som senare blev provinsen Hispania Tarraconensis.
I vår tid används orden Gallien och gallisk ibland som poetiska omskrivningar för Frankrike och fransk/franskspråkig.

## Det keltiska Gallien
Ledda av Brennus erövrade galler Romerska republiken omkring 390 f.Kr. och förstörde då större delen av staden Rom. När romarna betalade skadestånd till gallerna klagade de över att gallerna använde falska vikter och då kastade Brennus sitt svärd i vågskålen och yttrade de berömda orden Vae Victis (Ve de besegrade).
Thrakien i norra Grekland invaderades av östgaller 281 f.Kr. En stor armé ledd av en annan Brennus hindrades i sista ögonblicket från att förstöra Apollontemplet i Delfi av järtecken i form av åska och blixtar. Samtidigt korsade omkring 10 000 keltiska krigare med kvinnor, barn och slavar Thrakien. Tre keltiska stammar korsade Bosporen inbjudna av Nikomedes I av Bithynien som behövde understöd i sin maktkamp mot sin bror. De bosatte sig senare i östra Galatien och Frygien i Mindre Asien, ett område som därefter kallades Galatien.
Gallien hade då sedan hundratals år haft kontakt med Romerska riket och Medelhavet genom den grekiska kolonin Massilia (nuvarande Marseille), där de bedrev handel med grekiska köpmän, och övertog viss kultur. Med andra ord hade de mynthus och ett rättssystem som stod över blodshämnden, reglerat av druider, vilka stod för juridiska spörsmål och utbildning, samt kult.
Den sista stora räden av gallerna mot Rom skedde år 225 före Kristus och slutade i ett nederlag för gallerna. Hädanefter var det Rom som förde offensiven mot Galliens stammar.

## Det romerska Gallien
De första romerska soldaterna i Gallien var legosoldater som försvarade galliska samhällen mot det ännu grekiska Massilia ca 153 f.Kr. och detta dubbla förhållande mellan Rom och Gallien skulle bli ett stående inslag under de kommande seklerna.

### Julius Caesar
Några decennier senare hade germanska stammar börjat bli ett allvarligt problem både för romarna och kelterna. Generalen Marius eliminerade germanerna i Podalen i början av det första århundradet. 59 f.Kr. anlände Julius Caesar till Gallien för att medla mellan gallerna och germanerna men utnyttjade snart sin roll till att utvidga Roms gränser och hans våldsamma framfart ledde 52 f.Kr. till ett folkligt uppror lett av hövdingen Vercingetorix som snabbt slogs ned.
De delar av Gallien som Rom inte tidigare kontrollerade, Gallia Comata ("Det långhåriga Gallien"), erövrades av Julius Caesar i galliska kriget omkring 58-51 f.Kr., ett krig han beskrivit i De Bello Gallico och som kostade en miljon galler livet och förslavade hundratusentals. Detta innebar början på en 500-årig romersk närvaro i Gallien.

### Gallo-romersk kultur
Romaniseringen av Gallien gick därefter snabbt trots nya uppror 21 och 69-70 e. Kr. och gallerna tog snart till sig den nya tekniken, administrationen och kulturen. Rollen som romersk provins innebar för många fred, ökad handel och bättre utkomst. Nya städer som Narbonne, Lyon, Paris, Trier, Toulouse och Bordeaux grundlades och latin kom att allt mer ersätta keltiskan. Den vulgärlatin som talades av soldater och slavar blev grunden till dagens franska och vid de utbildningscentra som växte fram i Reims, Toulouse, Autun och Bourdeaux verkade lärda som Eumenius och Ausonius.
Redan före 100 e. Kr. gjorde Galliska stormän karriär i Rom och Antonius Pius, som var romersk kejsare 138-161 hade galliska anor. Latinet fick allmän utbredning inom armen och i städerna, men på landsbygden kom galliskan att leva kvar ännu på 300-talet e. Kr.
Ur tidigare stamområden bildade romarna civitates, och snart blommade Gallien, och gav Rom mer skatt än den egyptiska provinsen Aegyptus, Romarrikets "kornbod". År 200 f.Kr. skall folkmängden i Gallien ha uppgått till 15-20 miljoner invånare; vid tiden för Julius Caesars erövring hade den decimerats av epidemier.
Förutom spannmålsproduktionen blev Gallien en viktig producent av glas, terra sigilatakeramik och bronsvaror.
Omkring 120 e.Kr. var Gallien uppdelat i flera romerska provinser: 
| Romersk provins        | Ungefär motsvarande dagens           |
| ---------------------- | ------------------------------------ |
| Gallia Narbonensis     | södra Frankrike                      |
| Gallia Aquitania       | sydvästra Frankrike                  |
| Gallia Lugdunensis     | mellersta Frankrike                  |
| Gallia Belgica         | Belgien och norra Frankrike          |
| Gallia Alpes Penninae  | Västra Schweiz                       |
| Gallia Alpes Cottiae   | Alperna mellan Frankrike och Italien |
| Gallia Alpes Maritimae | Provence                             |

Dessutom kallade romarna de galliska områdena på den italienska halvön Gallia Cisalpina "Gallien hitom Alperna" och Gallien öster om Alperna Gallia Transalpina, "Gallien bortom Alperna". Galliens huvudstad var Lugdunum (dagens Lyon).
Under 200-talet drabbades Gallien av krigen mot germanerna och bagaudernas bondeuppror, många städer krympte och gårdar ödelades.

## Det germanska Gallien
Trycket från de germanska stammarna hade gradvis stigit med början under 200-talet och den 31 december 406 korsade vandaler, alaner och sveber Rhen och påbörjade invasionen av Gallien.
Gallien hade snart delats upp mellan olika germanska folk: visigoter i Akvitanien; burgunder längs med Rhône och Saône; alemanner i Alsace och; franker väster om Rhen. Det som återstod av det romerska inflytandet vid den tiden var kristendomen, det alltmer vulgäriserade latinet och ett nätverk av städer och vägar.
Under 400-talet började det romerska riket att falla samman på grund av inre konflikter mellan de styrande kejsarna och generalerna och på grund av den invasion av plundrande germaner, goter och hunner som välde fram över Europa. Den romerska kontrollen över Gallien tog definitivt slut då frankerna under Klodvig I besegrade guvernören Syagrius år 486.
För Frankrikes fortsatta historia se: Franker

## Det keltiska Frankrike i moderna orter
Genom sina ortnamn är Frankrike till stor del keltiskt. Området mellan Loire och Garonne och mellan Loire och Rhen behärskades fullständigt av gallerna. Flera galliska folknamn har bevarats genom ortnamnen. I antikens Belgium, som fick sitt namn av belgierna (belgae), fanns remerna (remi), vars namn har bevarats i staden Reims, väster om remerna fanns svessionerna (suessiones), vars namn bevarats i staden Soissons, väster om svessionerna fanns bellovakerna (bellovaci), vars namn bevarats i staden Beauvais; atrebaternas (atrebates) namn har överförts till staden Arras och landskapet Artois, ambianernas (ambiani) till staden Amiens, veliokassernas (veliocasses) till staden Vexin och viromandernas (viromandui) till Vermand och landskapet Vermandois. Amiens, Soissons och Beauvais ligger samtliga i landskapet Picardie.
I Normandie och Bretagne ligger städerna Lisieux och Rennes, som bevarar minnet at lexovierna (lexovii) och redonerna (redones). I Lorraine återfinns staden Metz, som fått sitt namn av mediomatrikerna (mediomatrici).

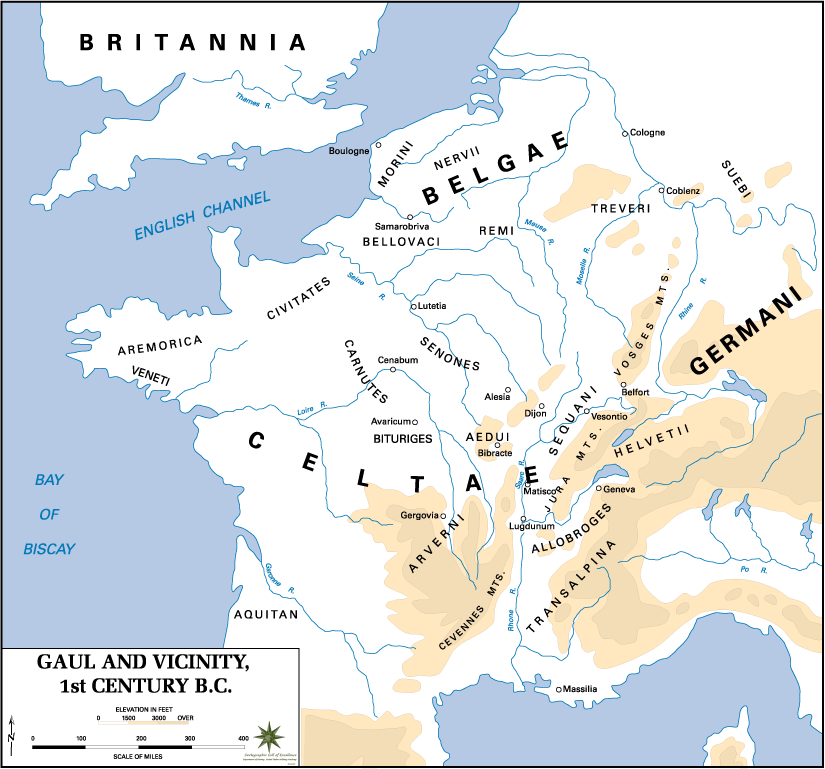
Karta som visar keltiska stammars positioner i Gallien under första århundradet f.Kr.

I Bourgogne finns städerna Sens, Langres och Ambrieu (norr om Lyon). I dessa ortnamn går senonernas (senones), lingonernas (lingones) och ambarrernas (ambarri) atnonym igen. Den franska huvudstaden Paris har fått sitt namn av parisierna (Parisii). Karnuternas (carnutes) land ansågs beläget centralt i Gallien och därför samlades druiderna där årligen. Deras namn finns bevarat i staden Chartres.
I Loiredalen återfinns städerna Nantes (Portus Namnetum), Angers och Tours, vars namn härstammar från namnaterna (namnates), anderna (andes, eller andecavi) och turonerna (turoni). Turonerna lämnade även sitt namn åt landskapet Touraine.
Ett betydelsefullt folk i Gallien var biturigerna (bituriges), och deras namn återfinns i staden Bourges och landskapet Berry. Piktonernas (pictones) och santonernas (santoni) namn, som levde mellan Loire och Garonne, lever vidare i staden Poitiers (Pictavis) och landskapet Poitou och staden Saintes och landskapet Saintonge. Nära Saintes ligger staden Cognac; ändelsen -ac är en stark indikation på keltiskt ursprung. Lemovikerna (lemovices) längre österut, bevarade sitt namn i landskapet Limousin och staden Limoges. Arvernernas (arverni) namn finns bevarat i landskapet Auvergne på det glest befolkade Massif Central. Där finns också staden Cahors och landskapet Quercy, som bär vidare på kardukernas (cardurci) namn. Även gabalerna (gabali) bor i närheten, och deras namn återfinns i landskapet Gévaudean och byn Javols.
Söder om ovan redovisade keltiska stammar vidtar en av romarnas äldsta provinser, det leende Gallia Narbonensis. Här fanns allobrogerna (allobroges), det nordligaste folket i provinsen, som bland annat gjort uppror mot Rom under Caesars galliska fälttåg. I provinsen fanns förutom grekiska kolonister, ligurer och så kallad celtoliguri även andra keltiska stammar, såsom exempelvis kaleter (caleti), tolosater (tolosates) och rutener (ruteni), vilka lämnade sina namn på städerna Caux, Toulouse och Rouergue.